# Sfendoni (1907)
Sfendoni (grekiska: Α/Τ Σφενδόνη) var en grekisk jagare av Thyella-klass som tjänstgjorde i grekiska flottan mellan 1907 och 1945. Hon var det andra fartyg med det namnet i den grekiska flottan men den första jagaren att bära namnet.
Fartyget, tillsammans med hennes tre systerfartyg, beställdes från Storbritannien år 1905 och byggdes vid skeppsvarvet Yarrow i Cubitt Town, London.
Under första världskriget gick Grekland sent in i kriget på trippelententens sida och på grund av Greklands neutralitet beslagtogs de fyra fartygen i Thyella-klassen av de allierade i oktober 1916. De togs över av fransmännen i november och tjänstgjorde i franska flottan 1917-18. År 1918 var de tillbaka på eskorttjänst under grekisk flagg, främst i Egeiska havet. Nafkratousa deltog i grek-turkiska kriget (1919–1922).
Efter krigsförklaring från Italien under andra världskriget stred Sfendoni i norra Joniska havet och Otrantosundet där hon utförde eskorttjänst åt lastfartyg som transporterade ammunition, bränsle och mat till de allierade styrkorna. Mellan eskorttjänsten planerades och genomfördes anfallsoperationer i begränsad omfattning utan några förluster för den grekiska flottan. Efter den tyska invasionen av Grekland i april 1941 drabbades den kungliga grekiska flottan av stora förluster men Sfendoni evakuerades med de återstående fartygen i grekiska flottan till Alexandria, Egypten och tjänstgjorde under brittiskt befäl under hela kriget. Efter kriget utrangerades Sfendoni.